# Diamantino Tojal
Diamantino Francisco Tojal OMAI (Santa Engrácia, Lisboa, 24 de Janeiro de 1897 – Santa Engrácia, Lisboa, 23 de Fevereiro de 1958) foi um empresário, construtor civil e miniaturista português.

## Biografia

### Nascimento e formação
Nasceu na freguesia de Santa Engrácia, em Lisboa. Era filho do carpinteiro Joaquim Francisco Tojal Júnior, natural de Loures (freguesia de São Julião do Tojal), e de Catarina da Conceição da Saúde, doméstica, natural de Lisboa (freguesia de Santa Engrácia). Era irmão de Raul Tojal, arquiteto, de João Francisco Tojal e Afonso Francisco Tojal, engenheiros, e Berta da Conceição Saúde Tojal de Oliveira e Silva, que deu origem ao nome da Vila Berta.
Concluiu um curso do Instituto Industrial de Lisboa, e fez depois a especialização na Alemanha.

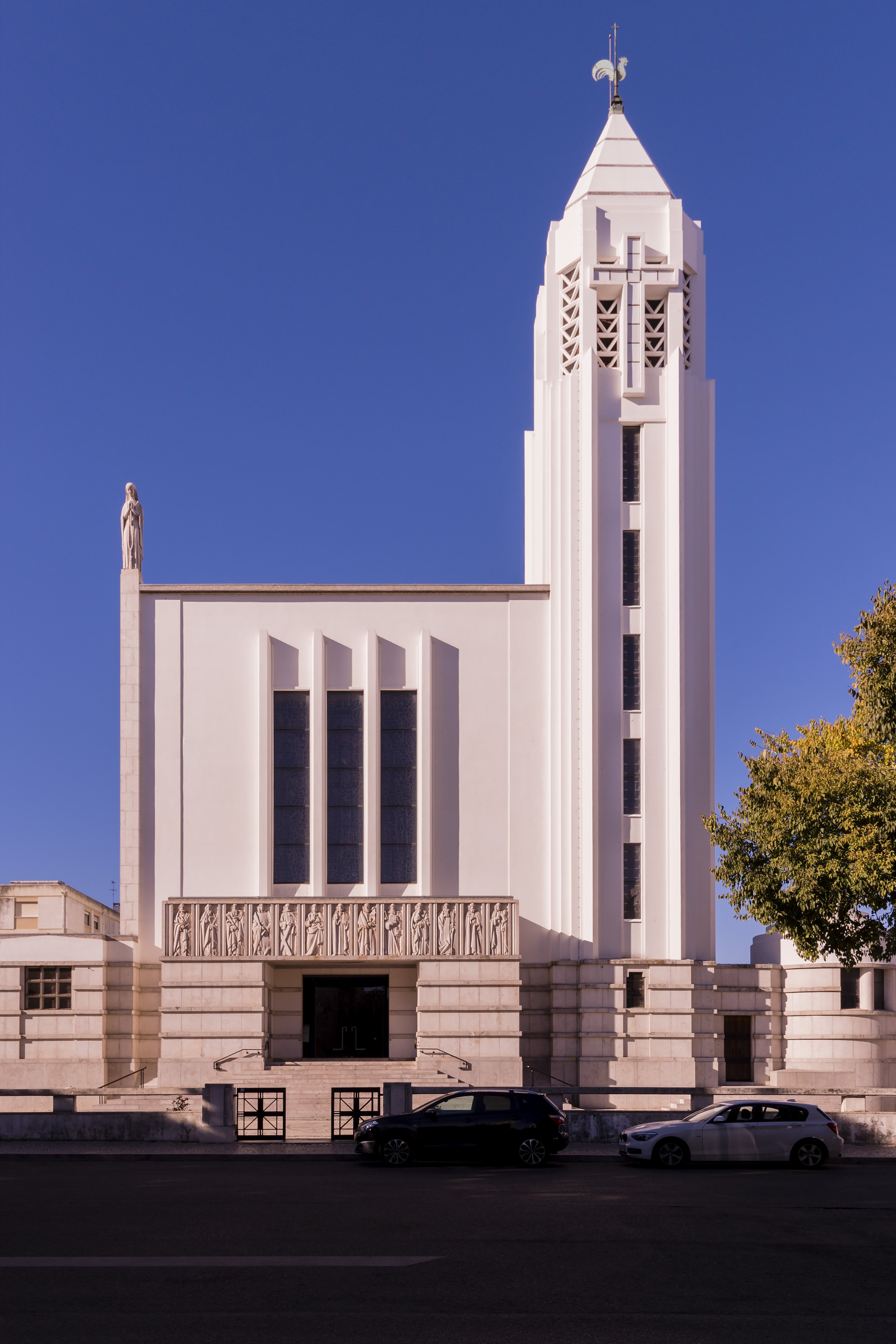
Igreja de Nossa Senhora do Rosário de Fátima, em Lisboa.

### Carreira profissional
Após regressar da Alemanha, iniciou desde logo a sua carreira como construtor civil, tendo um dos seus primeiros trabalhos sido o aprofundamento dos Armazéns Grandela, no lado da Rua do Carmo. Foi responsável por várias grandes obras em todo o país, incluindo o Instituto Português de Oncologia (hoje com o nome de Instituto Português de Oncologia Francisco Gentil), o estúdio da Tobis Portuguesa, o Manicómio Júlio de Matos,o Seminário Patriarcal de Cristo-Rei (conhecido como Seminário dos Olivais), as igrejas de Rosário de Fátima (Lisboa), a São João de Deus (Lisboa), São João de Brito (Lisboa) e de Santo António (Moscavide), a Casa de Repouso dos Inválidos do Comércio, a piscina e o cinema do clube Sport Algés e Dafundo, a Creche do Dr. Manuel António Moreira Júnior, no Alto do Varejão, e o Hotel Ritz. Também foi responsável por muitas moradias particulares, e outras construções.
Também foi um artista, tendo transformado a sua habitação, na Vila Berta, num Museu. Como miniaturista, distinguiu-se com a miniatura da Procissão do Corpo de Deus., exposta em Lisboa, no Palácio Galveias, em Outubro de 1948, por iniciativa da Câmara Municipal. Sobre este assunto, publicou em 1948 a obra A Procissão do Corpo de Deus na 1.ª metade do Século XVIII, em Lisboa.
Durante a Guerra Civil Espanhola, fez parte de um grupo que auxiliou combatentes portugueses feridos, num hospital de Ciudad Real.
Fez parte da Maçonaria, pertencendo à loja Tolerância sob o nome simbólico de Manuel de Arriaga.

### Casamentos e família
A 27 de dezembro de 1930, casou primeira vez civilmente, na Vila Berta, em Lisboa, construída pelo seu pai Joaquim Francisco Tojal Júnior, com Sita Pinto Moreira (São Pedro, Torres Novas, c. 1900), doméstica, filha do guarda-livros Bonifácio de Jesus Moreira, natural de Abrantes (freguesia de Tramagal), e de Maria Clementina Pinto Moreira, natural de Abrantes. Foram seus padrinhos de casamento a mãe e os irmãos Raul e Afonso Francisco Tojal. Por sentença transitada em julgado a 11 de março de 1937, os dois divorciaram-se por mútuo consentimento.
A 16 de dezembro de 1937, casou segunda vez civilmente, em Lisboa, com Branca Borges de Almeida (Santa Catarina, Lisboa, c. 1910), doméstica, filha do comerciante Álvaro Figueiredo de Almeida e de Laura Maria Borges de Almeida, doméstica, ambos naturais de Lisboa (ele da freguesia de Santa Catarina e ela da freguesia da Encarnação). Era pai de Carlos Francisco Tojal, engenheiro, e Francisco Joaquim Tojal, construtor civil.
Por estar doente com uma doença terminal, suicidou-se a 23 de Fevereiro de 1958, por enforcamento, na sua residência, a Vivenda Tojal, na Vila Berta, freguesia de Santa Engrácia, em Lisboa. Foi sepultado no Cemitério do Alto de São João.

### Homenagens
Em 2008, a autarquia de Sintra deliberou que o seu nome fosse atribuído a um arruamento na Freguesia de Colares.
A 4 de Março de 1941, foi feito Oficial da Ordem Civil do Mérito Agrícola e Industrial, na Classe Industrial.